# Чрезвычайный и полномочный посол Финляндии в Турции
В статье представлен список Чрезвычайных и Полномочных послов Финляндии в Турции.
Дипломатические отношения между Финляндией и Турцией были установлены 20 мая 1920 года.